# Shiro Teshima
Shiro Teshima (手島 志郎, Teshima Shiro, Hiroshima, 26 februari 1907 – 6 november 1982) was een Japans voetballer die als aanvaller speelde.

## Clubcarrière
Teshima speelde voor Tokyo OB Club. Teshima veroverde er in 1933 de Beker van de keizer.

## Japans voetbalelftal
Shiro Teshima maakte op 25 mei 1930 zijn debuut in het Japans voetbalelftal tijdens een Spelen van het Verre Oosten tegen Filipijnen. Shiro Teshima debuteerde in 1930 in het Japans nationaal elftal en speelde 2 interlands, waarin hij 2 keer scoorde.

## Statistieken
| Japans voetbalelftal | Japans voetbalelftal | Japans voetbalelftal |
| Jaar                 | Wed.                 | Dlp.                 |
| -------------------- | -------------------- | -------------------- |
| 1930                 | 2                    | 2                    |
| Totaal               | 2                    | 2                    |